# 城東消防署 (東京都)
城東消防署（じょうとうしょうぼうしょ）は、東京都江東区亀戸六丁目にある東京消防庁第七消防方面本部に所属する消防署。

## 概要
江東区の東側を管轄地域とする。特別救助隊（城東救助）が設置されている。砂町出張所には特別消火中隊、大島出張所には化学機動中隊が設置されている。

## 所在地
- 東京都江東区亀戸六丁目42番9号

## 管轄地域
- 亀戸
- 大島

- 東砂
- 新砂

- 南砂
- 北砂

- 若洲
- 新木場

- 夢の島

## 出張所
- 大島出張所
江東区大島五丁目46-5
- 砂町出張所
江東区北砂四丁目7-40→江東区新砂三丁目 1-1
- 東砂出張所
江東区東砂七丁目11-5

## 配備車両
- 消防ポンプ車：6台
- 高規格救急車：5台
- 救助車：1台

- はしご車：1台
- 化学車：2台
- 指揮隊車：1台

- 情報収集二輪車：2台
- 補給車：1台
- 査察広報車：3台

- 非常用ポンプ車：2台
- 非常用救急車：1台
- 人員輸送車等：2台

## 出来事
- 2023年8月4日、備品をフリマサイトで売却したとして、城東署の消防士長が懲戒免職処分となった。2019年から2023年に、ヘルメットや救助服など25種42点を出品し、約36万円を得ていた。[1]